# Parroquia San Vicente de Paúl de Santurce
S.E.R. Mons. Edwin Vincent Byrne, obispo de San Juan, manifestó en 1936 al P. Benito Romero, CM Superior de la entonces Viceprovincia de Puerto Rico de la Congregación de la Misión,  su deseo de establecer una parroquia en el paupérrimo sector El Fanguito del creciente barrio sanjuanero de Santurce. Con la venta simbólica de un solar de 1682.37m2 a la Congregación de la Misión se hizo posible la construcción de la nueva parroquia en la Parada 24, en la Calle Los Ángeles.
La Capilla La Milagrosa del Colegio de La Inmaculada de las Hijas de la Caridad Archivado el 17 de enero de 2018 en Wayback Machine., Parada 25, fue sede parroquial mientras las obras del templo se desarrollaban bajo la dirección del ingeniero Francisco Fullana.
La Parroquia San Vicente de Paúl de Santurce fue erigida canónicamente, desmenbrándola de la Parroquia San Mateo, en el año 1938 por Mons. Edwin Byrne, quien bendijo y dedicó el templo el 19 de noviembre de 1941. La iglesia es de tipo renacentista basilical y resultó una obra de gran valor artístico. Para entonces, vivían en El Fanguito 25,000.00 personas que lo invadieron orgullosos de tener un templo armonioso y acogedor. 
El ingeniero supo aprovechar el desnivel del terreno y construyó un salón en el sótano y una cripta con 785 nichos. Con los años el salón pasó a ser el Dispensario San Vicente de Paúl. Actualmente es la Capilla del Sagrado Corazón donde se celebran las misas diarias y, otra parte, la Biblioteca del Colegio Parroquial San Vicente de Paúl. 
La Parroquia, en un principio tenía sendas capillas en tres sectores: San José en la zona éste, La Milagrosa en la zona oeste, Santa Catalina Labouré en la zona central. San José y Santa Catalina desaparecieron al eliminar El Fanguito como obra de saneamiento y La Milagrosa, como centro de una nueva parroquia, Luis Cardenal Aponte Martínez la renombró: "Nuestra Señora de la Esperanza".
Es la primera iglesia bajo el patronazgo del Gigante de la Caridad en Puerto Rico. Es parte de la Vicaría San Juan-Santurce de la Arquidiócesis de San Juan.  
La ornamentación plástica de la iglesia estuvo a cargo del artista José Albricio. Las pinturas son obra del artista Ismael D. Alzina. Las 16 vidrieras, traídas de España en 1959, al cumplirse los 21 años de erección canónica parroquial, recuerdan el tercer centenario de la muerte de San Vicente de Paúl y Santa Luisa de Marillac (acontecimiento que sería celebrado en 1960). Las lámparas gigantes, las más grandes de Puerto Rico, son obra de Ismael D. Alzina, quien se encuentra enterrado en un nicho de la cripta parroquial. 
Los sacerdotes de la parroquia ofrecían sus servicios pastorales a la Comunidad y Colegio de La Inmaculada, a las Madres del Colegio Sagrado Corazón (hoy Universidad del Sagrado Corazón), a los hospitales Auxilio Mutuo, Pavía y San Carlos y, desde 1955, a las necesidades de los pobres por medio del Dispensario San Vicente de Paúl que ubicaba en el salón parroquial, además del colegio parroquial, las funerarias en el territorio parroquial y El Centro de Servicios Pastorales que sería fundado a mediados de la década de 1970. 
Se atiende, desde la comunidad parroquial, a las Hijas de la Caridad de La Inmaculada, el Hospital Pavía y, reside en nuestra comunidad el Capellán del Hospital Auxilio Mutuo, las funerarias en nuestro territorio, el Colegio Parroquial San Vicente de Paúl, el Centro de Servicios Pastorales, las ramas de la Familia Vicentina de nuestra parroquia, entre otros servicios y apostolados propios de la vida parroquial.
La Congregación de la Misión de San Vicente de Paúl es una Sociedad Secular de Vida Apostólica constituida por sacerdotes y hermanos misioneros, conocidos en Puerto Rico como los Padres Paúles.
La casa parroquial es, a su vez, desde 1955 la Sede de la Provincia de Puerto Rico de los Padres Paúles que se compone por miembros de la congregación que sirven en Puerto Rico, República Dominicana y Haití. Algunos sacerdotes con cargos administrativos en la Provincia residen en nuestra casa parroquial y son, simultáneamente, vicarios parroquiales. Normalmente residen en nuestra comunidad el Visitador (Superior Provincial), el Ecónomo Provincial y el director de las Hijas de la Caridad de la Provincia del Caribe. En nuestra comunidad, además, se encuentra la Enfermería San Justino de Jacobis en la que residen los cohermanos retirados y enfermos. 

El párroco es también el director Ejecutivo de nuestro colegio parroquial. El Colegio San Vicente de Paúl se encuentra en la Calle Bolivar, detrás de la parroquia. 
La Parroquia tiene la intención, desde su origen, de atender las necesidades espirituales de los pobladores de las comunidades circundantes a la misma, quienes en su mayoría pertenecían a la clase obrera y clases marginadas procedentes de arrabales. Algunos de los sectores que se benefician directamente de los servicios de la parroquia son: Buenos Aires, Bolívar, Martín Peña y Melilla de Santurce. Factores como el tiempo y la implantación de programas gubernamentales de renovación urbana propiciaron la eliminación de los arrabales de estos sectores. A finales de la década de los 40, se calcula que Santurce contaba con 133,000 habitantes, 23 veces más la población que se calculaba que tenía en 1900. Este dato sobre el crecimiento poblacional en Santurce, confirma que el sector estaba pasando por un rápido proceso de desarrollo. Los servicios de la iglesia se han ido extendiendo, acaparando más comunidades, entre las que se encuentran los residenciales de San Juan Park I y II, y Villas del Parque; además, le sirve a la gran comunidad de emigrantes procedentes de la República Dominicana que se han establecido en el sector durante las últimas décadas.
La misión principal de la Parroquia recae en el servicio hacia los más pobres; sin embargo, la Parroquia atrajo desde sus comienzos a feligreses de alto nivel económico residentes en el área metropolitana. Este sector pudiente de la población visitaba la iglesia gracias a su amplio espacio interior, las vistosas y originales lámparas, y, el extraordinario órgano de tubos; elementos que ofrecían un digno escenario para ocasiones especiales. El desarrollo y evolución no se ha detenido desde entonces, estabilizando la cantidad de feligreses que visitan la iglesia, la cual es un elemento fundamental en el desarrollo del sector de Santurce.
El arquitecto de esta iglesia es el ponceño Francisco Fullana Serra (1915-1998), quien trabaja bajo la Corporación Fullana, junto a sus hermanos Pedro Fullana y el Ing. Jaime Fullana, desarrollando proyectos residenciales de bajo y moderado costo. No obstante, el arquitecto crea su obra más significativa en la Iglesia San Vicente de Paúl. Aunque se reconoce a Francisco Fullana como su diseñador, los planos que se conservan de esta iglesia aparecen firmados por el Ing. Jaime Fullana. Esta no es la única iglesia que diseña el arquitecto, quien también diseñó la Iglesia La Milagrosa ubicada en el casco urbano de Río Piedras, en el extremo este del Paseo de Diego. Esta segunda iglesia del Arq. Fullana se inaugura en el año mariano 1954. Ambas Iglesias coinciden en varias características: debido a las limitaciones del solar de las iglesias la orientación de las plantas es norte-sur, en lugar de este-oeste, como se orientan las iglesias tradicionalmente, ambas conservan estilo románico en la entrada; y un alto nivel de detalle y ornamento que se obtiene en arcos, puertas, ventanas, vitrales y espacios interiores. Factores como estos, hacen que ambas estructuras se destaquen dentro de su contexto urbano.
La Iglesia San Vicente de Paúl cuenta con una cripta de 771 nichos mortuorios, elemento poco común en las construcciones de la época. El arquitecto de esta Iglesia, Francisco Fullana Serra, se encuentra sepultado allí junto a algunos de sus familiares, Pedro Fullana Reynes e Irma Morales de Fullana. Cuando se construyó la iglesia, no existía en la diócesis de San Juan ningún cementerio católico, lo cual obligaba a quienes no tenían los recursos, a enterrar sus familiares en fosas comunes. Con esta cripta, la Congregación de la Misión de los Padres Paúles añadió otro servicio a los feligreses. La iglesia genera ingresos de la venta de estos nichos. Anteriormente la entrada a la cripta era por el interior de la Iglesia, luego del Concilio Vaticano II, se decreta que se elimine la entrada a las criptas por el interior de las iglesias. En la actualidad, el acceso a la cripta es por la parte posterior de la iglesia.
Otra particularidad que tiene la iglesia es la pintura mural y la verja de hierro, obra del artista catalán Ismael D'Alzina, quien también se destacó por la decoración del interior de la Casa España, el Castillo Serrallés y la casa Cabassa y fue fundador y director del Taller de Bellos Oficios de la Universidad de Puerto Rico. D'Alzina además diseñó y elaboró las enormes lámparas que adornan la iglesia, lámparas que sobrepasan en escala y complejidad a cualquier otra lámpara diseñada en Puerto Rico.
La fachada principal de la Iglesia San Vicente de Paúl mira hacia la calle Los Ángeles y combina elementos de varios estilos, incluyendo el románico, el renacentista y el barroco mexicano. La ubicación del solar impidió la tradicional orientación de la iglesia y obliga a localizar el ábside al norte, y la entrada por el sur. El diseño de la fachada, ubicada en el lado ancho de un rectángulo de diez tramos, representó un reto para el arquitecto Fullana. Su solución adolece de las dos torres que suelen enmarcar una fachada tradicional de iglesia, y en su lugar, optó por una sola torre de dimensiones significativas, que destaca la entrada principal en el centro del volumen rectangular.
El portal central consta de un primer cuerpo, de 12' 5" de altura, con puerta abocinada de tres arquivoltas, enmarcada por dos pares de columnas sobre pedestales. El segundo cuerpo, de 11' 4", presenta un ventanal mixtilíneo apoyado sobre un balcón semicircular y enmarcado con los escudos de la Congregación de la Misión de Padres Paúles. Un nicho de 7' 6" se abre en el tercer cuerpo.
La torre campanario de tres cuerpos se levanta por encima del nivel de techo de la iglesia. El primer cuerpo, de 11' 6" de altura, consta de cuatro vanos con calado ornamental de cemento flanqueados por pares de pilastras. Dos de las campanas, de factura holandesa e instaladas en 1962, quedan en este nivel. La tercera campana está en el segundo cuerpo de la torre, que ocupa los siguientes 7' 10" de altura, es octagonal y consta también de cuatro vanos, flanqueados por pilastras. Una pequeña cúpula campaniforme, de 5'0, y una linterna, de 3' 3", coronada por una cruz de hierro de 2' forman el tercer cuerpo del campanario. La altura total de la torre es de 66'0. Las campanas fueron elaboradas en bronce por la Fundición de campanas Petit & Fritsen S. A., de Aarle-Rixtel, Holanda. Son de 35", 30" y 26" de diámetro respectivamente y cuelgan de un armazón de acero. Tienen instalaciones para el repique eléctrico, con los correspondientes motores, cadenas, resortes, etc. Cada campana está adornada con un motivo renacentista a relieve, representando ángeles músicos entrelazados con elementos florales. La fecha, junto con inscripciones que dedican las campanas a San Vicente de Paúl, Santa Luisa y Marillac y Santa CatalunaLabouré respectivamente, están fundidas también a relieve en el bronce.
A ambos lados de la entrada principal, hay tres tramos de dos pisos con ventanas en el primer piso y vitrales en el segundo, separadas cada una por pilastras. Enmarcan la fachada dos volúmenes rectangulares verticales, que sirven de entradas laterales, con sus puertas, de 8' 9", adornadas con molduras mixtilíneas. Encima, una ventana cuadrilobulada y un pequeño nicho coronado con una cruz de hierro. La entrada lateral sur esta antecedida por una escalinata que salva el declive del terreno, y debajo, la entrada a una capilla con acceso exterior independiente de la iglesia. La verja de hierro con motivos floreados y puntiagudos con influencias gudianas, es obra de Ismael D'Alzina. La veja cierra el atrio y se completó en 1947.
La iglesia es de planta rectangular, y el interior presenta un gran espacio central de 43' 9" x 94' 6", y dos pasillos laterales de 7' 9" de ancho. Diez columnas a cada lado separan estos espacios. Al reducir las tradicionales naves laterales a meros pasillos, se logra que los altares menores queden dentro de la nave central, de modo que son visibles sin interrupción. Así mismo, el celebrante en el altar mayor queda visible desde cualquier punto del templo. Desde los pasillos laterales se pasa a la sacristía (lado oeste) y a un salón de reuniones (lado este), con comunicación interior por detrás del ábside a manera de girola. El ábside semicircular está enmarcado por ocho columnas que le dan 12' de altura y sobre las que descansa una bóveda de cuarto de esfera. Un gran arco triunfal separa visualmente el ábside de la nave central que, junto con los pasillos laterales están cubiertos con un techo plano de hormigón armado, a una altura uniforme de 32'.
En el extremo opuesto al ábside, el coro, con una elegante balaustrada de hierro forjado, divide la altura. Para marcar la entrada principal desde el interior, se levanta un arco de medio punto, concéntrico a una gran arcada figurada.
Todos los muros y las cubiertas son de hormigón armado y el piso de toda la iglesia es de terrazo en dos tonos, marrón y crema. La nave central y los pasillos laterales están cubiertos con un techo plano de hormigón armado, a altura uniforme. Para lograr la apariencia de un artesonado se revistieron las vigas de concreto con madera de cedro y ciprés, y los cuadriláteros restantes con piezas de "Cello Tex" (terminación que fue presa de las termitas y se sustituye en 1972, quedando ahora a unas pulgadas por debajo del techo original).
Varios detalles de ornamentación de cemento fundido enriquecen el interior de la iglesia. Las columnas que separan la nave central de los pasillos laterales tienen capiteles con ángeles y zapatas adosadas. En la clave del gran arco de triunfo delante del altar, se encuentran dos grandes ángeles que sostienen el escudo de la Congregación de la Misión. 
Aunque tardó tres años en completarse (1946), la pintura que decora el arco de triunfo, la bóveda y los grandes entrepaños del ábside se concibió como parte del diseño original. Todo el trabajo es obra del artista catalán Ismael D'Alzina. Más de 350 figuras componen un programa icnográfico ambicioso, basado en la vida de San Vicente de Paúl. La pared curva del ábside contiene siete paneles enmarcados por cortinas sujetas por ángeles que muestran dos escenas: la primera Misa que ofreció el santo y el momento en que recibe el Viático, al borde de la muerte. El arco de triunfo muestra distintos momentos de la vida de San Vicente relacionados con sus obras de caridad y las entidades fundadas por el santo, como las Hijas de la Caridad. El pintor se autorretrata en una de las figuras de la izquierda de la Iglesia. Lamentablemente, el mural de la bóveda fue cubierto por pintura en 1969 debido a que se encontraba en estado de deterioro y no se contaba con los fondos suficientes para restaurarlo.
El mismo artista catalán, Ismael D'Alzina diseñó y elaboró las enormes lámparas que cuelgan del techo en el espacio central de la Iglesia. Las mismas son de hierro batido, negro, dorado y plateado, miden unos 14 pies de altura y constan de cinco grandes círculos de los cuales cuelgan docenas de elementos decorativos y figuras, a manera de escultura móvil. Cada lámpara representa iconografía relacionada con la Congregación de la Misión de Padres Paúles y la Compañía de las Hijas de la Caridad. Todas las lámparas culminan en la parte superior con representaciones de nubes, rayos y crestas. En la parte inferior cuelga una cruz de metal y círculos de cristales policromados, hojas doradas y plateadas y motivos heráldicos.
Dieciséis vitrales iluminan el espacio central de la iglesia. Fueron elaborados en España. Se instalaron en 1954 e identifican, algunos, al donante en la parte inferior del vitral.
Los retablos de alabastro y el comulgatorio (eliminado tras el Concilio Vaticano II) se diseñaron por el arquitecto Valeriano Martínez y su hijo, Andrés, de Burgos, España. Se instalaron en 1959 y fueron bendecidos por Mons. Jaime P. Davis, Obispo de San Juan. La Mesa-Altar en el presbiterio es Privilegiado (Indulgencia Plenaria), concedido por la Santa Sede en 1959.
Aprovechando el considerable declive del terreno, el arquitecto Fullana utiliza parte del área bajo la iglesia para diseñar una cripta en forma de L, con dos grandes galerías: la de Nuestra Señora del Carmen y la de San José. Estas galerías acomodaban inicialmente 371 nichos de concreto de 14" x 14" x 24". Actualmente, la iglesia posee 771 nichos mortuorios. Al momento de su construcción, no había en la diócesis de San Juan cementerio católico y muchas familias cristianas de escasos recursos se estaban obligadas a ver los restos de sus familiares difuntos arrojados al osario común, después de pasados unos años enterrados. Con esta cripta, la Congregación de la Misión repitió en Santurce el modelo seguido en sus iglesias de Manila y de Filadelfia, y añadió otro servicio para los feligreses pobres a los que servía. El arquitecto de esta Iglesia, Francisco Fullana Serra, se encuentra sepultado en ella junto a algunos de sus familiares, Pedro Fullana Reynes e Irma Morales de Fullana. La iglesia genera ingresos de la venta de estos nichos. Anteriormente la entrada a la cripta era por el interior de la Iglesia, luego del Concilio Vaticano II, se decreta que se elimine la entrada a las criptas por el interior de las iglesias. En la actualidad, el acceso a la cripta es por la parte posterior de la iglesia. Los nichos de la cripta tienen un valor de $500. 
Al momento de la construcción de la Iglesia de San Vicente de Paúl, el país estaba pasando por momentos de inestabilidad, como: la recuperación por los estragos que propició el huracán San Felipe, la Gran Depresión que tuvo como consecuencia problemas en la industria de la construcción, y la Segunda Guerra Mundial (1939-1945). A pesar de esto la industria de la construcción trataba de aliviar los problemas de viviendas y obras públicas. El uso del hormigón estaba tomando auge ya que en este momento existía la producción del hormigón en Puerto Rico, así que esto permitía abaratar costos. Durante el 1935- 1940- la PRRA dio incentivos para la construcción que permitió un impulso en esta industria.
Es durante este tiempo que se construye la Iglesia San Vicente de Paúl en hormigón armado. El arquitecto Fullana utilizó el hormigón de manera innovadora permitiendo una luz en la nave de la iglesia de 44', dejando así una nave libre y de gran amplitud. La Iglesia San Vicente de Paúl no ha sufrido cambios significativos en su estructura desde su inauguración hace 60 años. En su interior la iglesia ha visto pocos cambios: se eliminó el comulgatorio y se separó del retablo y el altar mayor (todo esto responde a los cambios propiciados por el Concilio Vaticano II durante la década de 1960). Además, se eliminó la pintura de la bóveda y el órgano de tubos original a causa del deterioro propiciado por la humedad. Afortunadamente, ninguno de estos cambios ha causado daños a la estructura del templo.
Las fachadas oeste, norte y sur de la iglesia no ofrecen elementos significativos ya que quedan enmarcadas por otras estructuras de la Congregación de la Misión: al norte la marquesina de la casa parroquial, al sur una cancha techada; al oeste la casa parroquial y el auditorio del colegio. A pesar de que otros edificios la han superado en tamaño, la Iglesia San Vicente de Paúl, sigue siendo un hito arquitectónico de la zona gracias a su particular estilo.
La estructura se destaca de su contexto por la torre de 66 pies de altura. Al frente de la Parroquia, al cruzar la calle Los Ángeles, las edificaciones que se encuentran son almacenes comerciales y viviendas de concreto de una y dos plantas. Adyacente a la Parroquia se encuentra el Colegio San Vicente de Paúl. A una cuadra se encuentra una estructura más importante que es la Escuela Rosendo Matienzo Cintrón, concedida actualmente para el uso del Coro de Niños de San Juan. 
Los factores que determinan que la Iglesia San Vicente de Paúl sea considerada como valuarte arquitectónico radican en el potencial de recopilar información sobre la historia del país. Profesionales dentro del campo de la historia y la sociología podrían encontrar material significativo que enriquezca la historia de Santurce, debido a que los apellidos de muchas familias puertorriqueñas reconocidas aparecen en las lápidas de su cripta. La Iglesia representa un momento de estabilidad durante todos los momentos de cambios en Santurce. Se transmite a la ciudad como un símbolo de las expectativas de un pueblo en busca de mejorar.
- Datos: Q47496755